# (5879) Almeria
(5879) Almeria ist ein Asteroid vom Amor-Typ, einer Gruppe von Asteroiden, die der Erdbahn sehr nahekommen können. Almeria wurde am 8. Februar 1992 von den Astronomen Kurt Birkle und Ulrich Hopp im Calar-Alto-Observatorium (IAU-Code 493) entdeckt. 
Der Asteroid wurde am 2. April 1999 nach der namensgebenden Stadt der Provinz, in der das Observatorium liegt, Almeria benannt. Damit dankten die deutschen Astronomen den Spaniern für ihre Gastfreundschaft ihnen gegenüber im Observatorium.